# Uftrungen
Uftrungen este o comună din landul Saxonia-Anhalt, Germania.